# Smicridea protera
Smicridea protera is een schietmot uit de familie Hydropsychidae. De soort komt voor in het Neotropisch gebied.